# غريغ باغويل
المارشال الجوي غريغوري جاك باغويل (بالإنجليزية: Gregory Jack Bagwell)‏ (ولد في 6 أكتوبر 1961 في دارتفورد، إنجلترا) قائد متقاعد من سلاح الجو الملكي الذي شغل منصب نائب القائد (العمليات) في قيادة سلاح الجو الملكي البريطاني.

## المسيرة العسكرية
دخل باغويل في سلاح الجو الملكي كطيار وعين ضابط طيار بالوكالة في 24 يوليو 1981 وكان رقم خدمته 8027917 في فرع الواجبات العامة (الطيران). رقي إلى ضابط تجريبي في 24 يوليو مع رقم الخدمة 8027917آر. تمت ترقيته إلى ضابط الطيران في 24 يوليو 1983 وإلى ملازم الطائرة في 24 يناير 1987. تأهل كطيار تورنادو مع جولته التشغيلية الأولى مع سرب 31 «غولدستارس» وتخصص في وقت لاحق كمعلم أسلحة مؤهل.
تمت ترقية باغويل إلى زعيم سرب في 1 يوليو 1991. تمت ترقيته إلى قائد الجناح في 1 يناير 1997 وأصبح قائدا لقائد الأسطول رقم 9 الذي عمل في عمليات على العراق وكوسوفو. تمت ترقيته إلى قائد المجموعة في 1 يوليو 2001 وظل رئيسا لعمليات التحالف الجوي في مركز العمليات الجوية التحالف في قاعدة العديد الجوية في عام 2004 ثم قائد المحطة في قاعدة سلاح الجو الملكي في مرهام في وقت لاحق من ذلك العام.
حقق باغويل رتبة ضابط جوي في 1 يوليو 2006 مع ترقية لسلاح الجو الجوي وشغل منصب مساعد رئيس الأركان والتخطيط للأزمات والتعمد في المقر المشترك الدائم. عين باغويل قائدا لأمر الإمبراطورية البريطانية في عام 2007 مع مرتبة الشرف وأصبح باغويل ضابط القيادة الجوية رقم 1 في عام 2009 حيث تم نشره كقائد للمكونات الجوية للقوة المشتركة في المملكة المتحدة للعمليات على ليبيا (عملية إلامي). في 23 مارس 2011 نقلت هيئة الإذاعة البريطانية عن باغويل قوله أن سلاح الجو الشعبي الليبي «لم يعد موجودا كقوة قتالية» وأن الدفاعات الجوية الليبية قد تضررت إلى حد أن قوات الحلف الأطلسي يمكنها الآن أن تعمل على المجال الجوي الليبي «دون عقاب».
أصبح باغويل رئيس الأركان المشتركة لتطوير الحروب في المقر المشترك الدائم ثم مدير الحرب المشتركة في قيادة القوات المشتركة في عام 2011. منح وسام رفيق آمر الطريق في عام 2012 مع مرتبة الشرف. ثم عين نائبا للقائد (العمليات) في قيادة سلاح الجو الملكي البريطاني في 16 أبريل 2013 برتبة مشير جوي.